# Богородський міський округ
Богоро́дський міський округ (рос. Богородский городской округ) — муніципальне утворення в Московській області Росії.
Адміністративний центр — місто Ногінськ.

## Населення
Населення округу становить 208413 осіб (2019; 195128 у 2010, 203942 у 2002).

## Історія

### Радянський період
Богородський район утворено 1929 року з частини Богородського повіту. До його складу увійшли місто Богородськ, смт Обухово та Електросталь, сільради:
- з Аксьоновської волості — Ботовська, Строминська
- з Васильєвської волості — Бісеровська, Васильєвська, Вишняковська, Єсінська, Ісаковська, Каменська, Колонтаєвська, Кудіновська, Купавинська, Кутузовська, Міхневська, Сафоновська, Тимоховська
- з Івановської волості — Макаровська, Чорноголовковська
- з Павлово-Посадської волості — Стьопановська
- з Пригородної волості — Авдотьїнська, Аксьоно-Бутирська, Афанасово-Шибановська, Балобановська, Бездідовська, Буньковська, Воскресенська, Дядькинська, Єльнинська, Жилино-Горська, Загорновська, Кабановська, Каменсько-Дранишниковська, Карабановська, Мамонтовська, Молзінська, Пашуковська, Пішковська, Починковська, Рузинська, Слідовська, Соколовська, Старопсарьковська, Стуловська, Тимковська, Шаловська, Щекавцевська, Ямкинська.

30 січня 1930 року район перейменовано в Ногінський, 6 березня місто Богородськ перейменовано в Ногінськ, 20 травня зі складу Щолковського району передано Івановську сільраду, 20 жовтня зі складу Кіржацького району Івановської області передано Боровковську сільраду, 15 грудня утворено смт Купавна, ліквідовано Купавинську, Кутузовську та Міхневську сільради. 30 січня 1931 року Стара Купавна отримала статус смт. 3 липня 1934 року утворено смт Електроуглі, ліквідовано Васильєвську, Каменську та Сафоновську сільради, 27 жовтня ліквідовано Щекавцевську сільраду, утворено Зубцовську сільраду. 20 квітня 1935 року зі складу Щолковського району передано Бесідовську сільраду. 27 жовтня 1938 року ліквідовано Рузинську сільраду, 13 грудня смт Електросталь отримало статус міста. 17 липня 1939 року ліквідовано Бездідовську, Бесідську, Дядькинську, Зубцовську, Кабановську, Коробановську, Макаровську, Мамонтовську, Соколовську, Старопсарьковську, Стуловську та Тимоховську сільради, 14 вересня міста Ногінськ та Електросталь отримали статус обласних та виведені зі складу району.
23 травня 1940 року утворено смт імені Воровського, 21 серпня Івановська сільрада перейменована в Макаровську. 2 липня 1945 року утворено смт Моніно.
14 червня 1954 року ліквідовано Авдотьїнську, Ботовську, Воскресенську, Єсінську, Загорновську, Ісаковську, Каменсько-Дранишниковську, Макаровську, Молзінську, Пішковську, Починковську, Слідовську та Шаловську сільради. 2 листопада 1956 року смт Елктроуглі отримало статус міста. 8 серпня 1957 року ліквідовано Колонтаєвську сільраду, Афанасово-Шибановська сільрада перейменована в Загорновську. 3 червня 1959 року до складу району увійшли місто Електрогорськ, смт Великі Двори, сільради Аверкієвська, Алексієвська, Кузнецовська, Новозагарська, Рахмановська, Степуринська, Теренінська та Улітинська з ліквідованого Павлово-Посадського району, 8 серпня ліквідовано Бісеровську, Єльнинську, Жилино-Горську, Загорновську, Пашуковську та Строминську сільради, Тимковська сільрада перейменована в Мамонтовську.
31 липня 1962 року ліквідовано Кузнецовську сільраду, утворено Пашуковську сільраду. 1 лютого 1963 року район ліквідовано, місто Електроуглі, смт імені Воровського, Купавна, Моніно, Обухово передані до складу Ногінської міської ради, місто Електрогорськ та смт Великі Двори — до складу Павловсько-Посадської міської ради, усі сільради — до складу Оріхово-Зуєвського сільського району. 13 січня 1965 року Ногінський район відновлено. До його складу увійшли місто Електроуглі, смт імені Воровського, Купавна та Обухово, сільради Аксьоно-Бутирська, Балобановська, Буньковська, Вишняковська, Кудіновська, Мамонтовська, Пашуковська, Степановська, Чорноголовковська та Ямкинська.
9 березня 1972 року утворено смт Вишняковські Дачі, ліквідовано Вишняковську сільраду. 21 січня 1975 року утворено смт Чорноголовка, ліквідовано Чорноголовську сільраду, а населені пункти увійшли до складу Чорноголовської селищної ради.

### Сучасний період
3 лютого 1994 року усі сільради перетворено в сільські округи.
1 лютого 2001 року місто Ногінськ втратило статус обласного і введено до складу району, 31 серпня смт Чорноголовка перетворено в місто.
Станом на 2002 рік до складу району входили 3 міські та 4 селищні адміністрації, 8 сільських округів:
| Адмінодиниця                                 | Площа км² | Населені пункти |
| -------------------------------------------- | --------- | --- |
| Електроуглинська міська адміністрація        | -         | місто Електроуглі |
| Ногінська міська адміністрація               | -         | місто Ногінськ |
| Чорноголовська міська адміністрація          | -         | місто Чорноголовка, села Івановське, Макарово, присілки Афанасово-3, Бесіди, Ботово, Старки, Стояново, Якимово, хутір Горячевка |
| Вишняковсько-Дачинська селищна адміністрація | -         | смт Вишняковські Дачі, селища Купавна, Світлий |
| Воровська селищна адміністрація              | -         | смт імені Воровського |
| Обуховська селищна адміністрація             | -         | смт Обухово |
| Старо-Купавненська селищна адміністрація     | -         | смт Стара Купавна, село Бісерово, присілки Кролики, Нова Купавна, Щемилово, селища Зелений, 2-й Бісеровський Участок, Рибхоз |
| Аксьоно-Бутирський сільський округ           | -         | присілки Аксьоно-Бутирки, Алексієвка, Афанасово-1, Березовий Мостик, Борілово, Єльня, Загорново, Івашево, Каменки-Дронішниково, Клюшниково, Нові Псарьки, Оселок, Підв'язново Нове, Пішково, Старі Псарьки, Стулово, селище Радіоцентра-9, Ямські Ліси |
| Балобановський сільський округ               | -         | село Балобаново, присілки Аборіно, Бездідово, Кашино, Колонтаєво, Меленки, Шульгино, селище Горбуша |
| Буньковський сільський округ                 | -         | село Богослово, присілки Велике Буньково, Караваєво, селища Затиш'є, Караваєвської Фабрики, Новостройка, Турбази «Борове», Участка № 2 |
| Кудіновський сільський округ                 | -         | село Кудіново, присілки Біла, Вишняково, Мар'їно-2, Нестерово, Тимохово, Черепково, селища Керамічеський Участок, Центральної Усадтби Звіросовхоза «Тимоховський», Центральної Усадьби совхоза імені 50-ліття Великого Октября                         |
| Мамонтовський сільський округ                | -         | села Мамонтово, Новосергієво, Строминь, присілки Боровково, Гаврилово, Горки, Жилино, Зубцово, Калитино, Карабаново, Ново, Слідово, Тимково, Черново, Щекавцево, селища Ковирші, Робочий Городок-1                                                     |
| Пашуковський сільський округ                 | -         | село Воскресенське, присілки авдотьїно, Боково, Громково, Дядькино, Кабаново, Мар'їно-3, Мішуково, Пашуково, П'ятково |
| Стьопановський сільський округ               | -         | присілки Бабеєво, Всеволодово, Єсіно, Іванісово, Пушкіно, Стьопаново, селища Єлизаветино, Нові Дома, Случайний, Фрязево |
| Ямкинський сільський округ                   | -         | село Ямкино, присілки Молзіно, Починки, Соколово, селища Колишкино Болото, Центральної Усадьби совхоза імені Чапаєва |

2004 року смт Стара Купавна перетворено в місто. 15 лютого 2005 року смт Вишняковські Дачі передане до складу міста Електроуглі. 1 червня 2006 року усі сільські округи перетворено в сільські поселення. 1 травня 2008 року місто Чорноголовка отримало статус обласного та виведено зі складу району, утворивши Чорноголовський міський округ.
1 січня 2018 року ліквідовано Стьопановське сільське поселення (83,92 км²), територія передана до складу Електростальського міського округу.
5 червня 2018 року Ногінський район перетворено в Богородський міський округ на честь історичної назви міста Ногінська, при цьому були ліквідовані усі поселення:
| Поселення                            | Площа, км² | Населені пункти |
| ------------------------------------ | ---------- | --- |
| Воровське міське поселення           | 52,51      | смт імені Воровського |
| Електроуглинське міське поселення    | 58,42      | місто Електроуглі, присілки Булгаково, Вишняково, Ісаково, Кролики, Мар'їно, селище 2-й Бісеровський Участок |
| Ногінське міське поселення           | 72,44      | місто Ногінськ, присілки Загорново, Клюшниково, Молзіно, Нове Підв'язново, селище Колишкино Болото |
| Обуховське міське поселення          | 15,67      | смт Обухово, село Балобаново |
| Старо-Купавненське міське поселення  | 55,91      | місто Стара Купавна, село Бісерово, присілки Нова Купавна, Щемилово, селища Зелений, Рибхоз |
| Аксьоно-Бутирське сільське поселення | 129,26     | село Кудіново, присілки Аборіно, Аксьоно-Бутирки, Алексієвка, Афанасово-1, Бездідово, Біла, Березовий Мостик, Борілово, Єльня, Івашево, Каменки-Дранишниково, Кашино, Колонтаєво, Мар'їно-2, Меленки, Нові Псарьки, Оселок, Пішково, Старі Псарьки, Стулово, Тимохово, Черепково, Шульгино, селища Горбуша, Радіоцентра-9 |
| Буньковське сільське поселення       | 73,65      | село Богослово, присілки Велике Буньково, Караваєво, селища Затиш'є, Новостройка, Турбази «Борове» |
| Мамонтовське сільське поселення      | 165,36     | села Мамонтово, Новосергієво, Строминь, присілки Боровково, Гаврилово, Горки, Жилино, Зубцово, Калитино, Карабаново, Ново, Слідово, Тимково, Черново, Щекавцево |
| Ямкинське сільське поселення         | 186,76     | села Воскресенське, Ямкино, присілки Авдотьїно, Боково, Громково, Дядькино, Кабаново, Мар'їно-3, Мішуково, Пашуково, Починки, П'ятково, Соколово |

## Склад
| Населений пункт                                                     | Населення, осіб (2002) | Населення, осіб (2010) |
| ------------------------------------------------------------------- | ---------------------- | ---------------------- |
| 2-й Бісеровський Участок, селище                                    | 81                     | 64                     |
| Аборіно, присілок                                                   | 106                    | 69                     |
| Авдотьїно, присілок                                                 | 1167                   | 820                    |
| Аксьоно-Бутирки, присілок                                           | 296                    | 271                    |
| Алексієвка, присілок                                                | 4                      | 22                     |
| Афанасово-1, присілок                                               | 30                     | 10                     |
| Балобаново, село                                                    | 570                    | 577                    |
| Бездідово, присілок                                                 | 84                     | 30                     |
| Березовий Мостик, присілок                                          | 15                     | 29                     |
| Біла, присілок                                                      | 285                    | 397                    |
| Бісерово, село                                                      | 181                    | 213                    |
| Богослово, присілок                                                 | 37                     | 46                     |
| Боково, присілок                                                    | 51                     | 19                     |
| Борілово, присілок                                                  | 19                     | 18                     |
| Боровково, присілок                                                 | 451                    | 366                    |
| Булгаково, присілок                                                 | -                      | -                      |
| Велике Буньково, присілок                                           | 3440                   | 4084                   |
| Вишняково, присілок                                                 | 578                    | 464                    |
| Вишняковські Дачі, селище міського типу                             | 1788                   | -                      |
| Воскресенське, село                                                 | 226                    | 182                    |
| Гаврилово, присілок                                                 | 95                     | 86                     |
| Горбуша, селище                                                     | 422                    | 343                    |
| Горки, присілок                                                     | 527                    | 497                    |
| Громково, присілок                                                  | 81                     | 45                     |
| Дядькино, присілок                                                  | 113                    | 84                     |
| Електроуглі, місто                                                  | 16717                  | 20136                  |
| Єльня, присілок                                                     | 171                    | 183                    |
| Жилино, присілок                                                    | 122                    | 121                    |
| Загорново, присілок                                                 | 104                    | 119                    |
| Затиш'є, присілок                                                   | 139                    | 127                    |
| Зелений, селище                                                     | 2614                   | 4066                   |
| Зубцово, присілок                                                   | 92                     | 73                     |
| Івашево, присілок                                                   | 138                    | 178                    |
| імені Воровського, селище міського типу                             | 5347                   | 5120                   |
| Ісаково, присілок                                                   | -                      | -                      |
| Кабаново, присілок                                                  | 57                     | 50                     |
| Калитино, присілок                                                  | 31                     | 21                     |
| Каменки-Дранишниково, присілок                                      | 242                    | 167                    |
| Карабаново, присілок                                                | 54                     | 36                     |
| Караваєво, присілок                                                 | 36                     | 883                    |
| Караваєвської Фабрики, селище                                       | 910                    | -                      |
| Кашино, присілок                                                    | 19                     | 11                     |
| Керамічеський Участок, селище                                       | 71                     | -                      |
| Клюшниково, присілок                                                | 107                    | 105                    |
| Колишкино Болото, селище                                            | 130                    | 84                     |
| Колонтаєво, присілок                                                | 435                    | 369                    |
| Кролики, присілок                                                   | 0                      | 0                      |
| Кудіново, село                                                      | 481                    | 3170                   |
| Мамонтово, село                                                     | 1095                   | 1027                   |
| Мар'їно, присілок                                                   | -                      | -                      |
| Мар'їно-2, присілок                                                 | 17                     | 16                     |
| Мар'їно-3, присілок                                                 | 66                     | 93                     |
| Меленки, присілок                                                   | 11                     | 10                     |
| Мішуково, присілок                                                  | 32                     | 24                     |
| Молзіно, присілок                                                   | 1464                   | 1442                   |
| Нова Купавна, присілок                                              | 101                    | 844                    |
| Нове Підв'язново, присілок                                          | 319                    | 265                    |
| Нові Псарьки, присілок                                              | 81                     | 88                     |
| Ново, присілок                                                      | 102                    | 96                     |
| Новосергієво, село                                                  | 50                     | 60                     |
| Новостройка, селище                                                 | 2338                   | 2066                   |
| Ногінськ, місто                                                     | 117555                 | 100072                 |
| Ногінськ-9, присілок                                                | -                      | -                      |
| Обухово, селище міського типу                                       | 10746                  | 9630                   |
| Оселок, присілок                                                    | 29                     | 35                     |
| Пашуково, присілок                                                  | 60                     | 55                     |
| Пішково, присілок                                                   | 119                    | 110                    |
| Починки, присілок                                                   | 309                    | 435                    |
| П'ятково, присілок                                                  | 36                     | 65                     |
| Радіоцентра-9, селище                                               | 461                    | 455                    |
| Рибхоз, селище                                                      | 485                    | 853                    |
| Слідово, присілок                                                   | 157                    | 112                    |
| Соколово, присілок                                                  | 176                    | 411                    |
| Стара Купавна, місто                                                | 21433                  | 21811                  |
| Старі Псарьки, присілок                                             | 122                    | 149                    |
| Строминь, село                                                      | 342                    | 6593                   |
| Стулово, присілок                                                   | 229                    | 226                    |
| Тимково, присілок                                                   | 195                    | 208                    |
| Тимохово, присілок                                                  | 934                    | 894                    |
| Турбази «Борове», селище                                            | 309                    | 300                    |
| Центральної Усадьби совхоза імені 50-ліття Великого Октября, селище | 2809                   | -                      |
| Центральної Усадьби совхоза імені Чапаєва, селище                   | 1151                   | -                      |
| Черепково, присілок                                                 | 54                     | 49                     |
| Черново, присілок                                                   | 164                    | 108                    |
| Шульгино, присілок                                                  | 79                     | 52                     |
| Щекавцево, присілок                                                 | 118                    | 78                     |
| Щемилово, присілок                                                  | 835                    | 875                    |
| Ямкино, село                                                        | 695                    | 1766                   |